# Euphorbia erythrodon
Euphorbia erythrodon молочай Котова як Euphorbia kotovii — вид трав'янистих рослин з родини молочайні (Euphorbiaceae), поширений у Криму, Кавказі, Туреччині. Етимологія: дав.-гр. ἐρυθρός — «червоний», ὀδούς — «зуб».

## Опис
Багаторічна рослина 4–12 см заввишки. Стебла численні, ± розпростерті, густолисті, рідко перевищують 7 см. Листки голі, на краю дуже дрібно бахромчато-війчасті. Стеблові й променеві листки від зворотно-ланцетних до зворотно-яйцюватих, 5–13 × 2–4 мм. Квітне у травні — липні. Квіткові роги червонуваті. Плід яйцювато-конусоподібний, у діаметрі 3–4 мм, голий або мізерно-волосистий. Насіння еліпсоїдне, 2 мм, гладке, блідо-сіро-коричневе.

## Поширення
Поширений у гірському Криму, Кавказі, Туреччині. Гірські хребти та осипи, часто росте на вапняку.
В Україні вид зростає на скелях і осипах у найбільш піднятій частині гірського Криму (на яйлах).